# 西太平洋高等弁務官
西太平洋高等弁務官（にしたいへいようこうとうべんむかん、High Commissioner for the Western Pacific）は、かつてイギリス政府に存在した役職であり、1877年から1976年まで存在したイギリス帝国の植民地であるイギリス領西太平洋領土の最高責任者である。西太平洋領土に含まれる領土は、地域によってイギリスに併合されていた時期が異なるが、最も長く存在した植民地はフィジー（1877 - 1952年）とソロモン諸島（1893 - 1976年）である。
西太平洋高等弁務官の事務所が独立して置かれたことはなく、全ての期間において、西太平洋領土を構成するいずれかの植民地の総督が職権上(ex officio)兼任していた。1877年から1952年末まではスバのフィジー植民地総督が兼任していたが、その間の1942年から1945年までは西太平洋高等弁務官の職務は停止され、ソロモン諸島、ギルバート諸島、フェニックス諸島などは日本の軍政下に、それ以外の諸島はイギリスの軍政下に置かれた。1953年1月1日からはホニアラのソロモン諸島植民地総督が西太平洋高等弁務官を兼任した。1972年1月1日、ギルバートおよびエリス諸島が西太平洋高等弁務官の管轄から外れた。その後、管轄するほぼ全ての地域が独立し、1976年1月2日、西太平洋領土自体の廃止により西太平洋高等弁務官の職も廃止された。

## 西太平洋高等弁務官の一覧
| #                  | 氏名                                                 | 肖像 | 任期           | 任期           | 任命者                    | 兼職                                        |
| #                  | 氏名                                                 | 肖像 | 就任           | 退任           | 任命者                    | 兼職                                        |
| ------------------ | ---------------------------------------------------- | ---- | -------------- | -------------- | ------------------------- | ------------------------------------------- |
| 西太平洋高等弁務官 |                                                      |      |                |                |                           |                                             |
| 1.                 | アーサー・ハミルトン＝ゴードン                       |      | 1877年8月13日  | 1880年         | ヴィクトリア              | フィジー植民地総督                          |
| 2.                 | ジョージ・ウィリアム・デ・ヴー                       |      | 1880年12月20日 | 1885年1月21日  | ヴィクトリア              | フィジー植民地総督                          |
|                    | ジョン・ベイツ・サーストン 代行                      |      | 1885年1月21日  | 1887年1月1日   | ヴィクトリア              | フィジー植民地総督 （代行）                 |
| 3.                 | チャールズ・ミッチェル                               |      | 1887年1月1日   | 1888年2月      | ヴィクトリア              | フィジー植民地総督                          |
| 4.                 | ジョン・ベイツ・サーストン                           |      | 1888年2月      | 1897年2月7日   | ヴィクトリア              | フィジー植民地総督                          |
| 5.                 | ジョージ・トーマス・ミシェル・オブライエン           |      | 1897年3月      | 1901年         | ヴィクトリア              | フィジー植民地総督                          |
|                    | ウィリアム・アラーダイス 代行                        |      | 1901年         | 1902年9月10日  | エドワード7世             | フィジー植民地総督 （代行）                 |
| 6.                 | ヘンリー・ジャクソン                                 |      | 1902年9月10日  | 1904年10月11日 | エドワード7世             | フィジー植民地総督                          |
| 7.                 | エヴァラード・イム・トゥルン                         |      | 1904年10月11日 | 1910年         | エドワード7世             | フィジー植民地総督                          |
|                    | チャールズ・ヘンリー・メジャー 代行                  |      | 1910年         | 1911年2月21日  | エドワード7世 ジョージ5世 | フィジー植民地総督 （代行）                 |
| 8.                 | フランシス・ヘンリー・メイ                           |      | 1911年2月21日  | 1912年7月25日  | ジョージ5世               | フィジー植民地総督                          |
| 9.                 | ビッカム・スウィート＝エスコット                     |      | 1912年7月25日  | 1918年10月10日 | ジョージ5世               | フィジー植民地総督                          |
|                    | エア・ハトソン スウィート＝エスコットの代行          |      | 1915年         | 1916年         | ジョージ5世               | フィジー植民地総督 （代行）                 |
| 10.                | セシル・ハンター＝ロッドウェル                       |      | 1918年10月10日 | 1925年4月25日  | ジョージ5世               | フィジー植民地総督                          |
|                    | エア・ハトソン ハンター＝ロッドウェルの代行          |      | 1919年         | 1919年         | ジョージ5世               | フィジー植民地総督 （代行）                 |
| 11.                | エア・ハトソン                                       |      | 1925年4月25日  | 1929年11月22日 | ジョージ5世               | フィジー植民地総督                          |
| 12.                | マーチソン・フレッチャー                             |      | 1929年11月22日 | 1936年5月      | ジョージ5世 エドワード8世 | フィジー植民地総督                          |
|                    | ジャクソン・バートン 代行                            |      | 1936年5月      | 1936年11月     | エドワード8世             | フィジー植民地総督 （代行）                 |
| 13.                | アーサー・リチャーズ                                 |      | 1936年11月28日 | 1938年8月      | エドワード8世 ジョージ6世 | フィジー植民地総督                          |
|                    | ジャクソン・バートン 代行                            |      | 1938年8月      | 1938年9月      | ジョージ6世               | フィジー植民地総督 （代行）                 |
| 14.                | ハリー・ルーク                                       |      | 1938年9月16日  | 1942年         | ジョージ6世               | フィジー植民地総督                          |
|                    | （職務停止）                                         |      | 1942年         | 1945年         |                           |                                             |
| 15.                | アレキサンダー・グランサム                           |      | 1945年         | 1947年3月21日  | ジョージ6世               | フィジー植民地総督                          |
|                    | ジョン・ファーンズ・ニコル 代行                      |      | 1947年3月21日  | 1947年10月8日  | ジョージ6世               | フィジー植民地総督 （代行）                 |
| 16.                | ブライアン・フリーストン                             |      | 1947年10月8日  | 1952年7月3日   | ジョージ6世 エリザベス2世 | フィジー植民地総督                          |
| 17.                | ロバート・クリストファー・スタッフォード・スタンリー |      | 1952年7月3日   | 1955年7月      | エリザベス2世             | ソロモン諸島植民地総督 （1953年1月1日から） |
| 18.                | ジョン・ガッチ                                       |      | 1955年         | 1961年3月4日   | エリザベス2世             | ソロモン諸島植民地総督                      |
| 19.                | デイヴィッド・トレンチ                               |      | 1961年3月4日   | 1964年6月16日  | エリザベス2世             | ソロモン諸島植民地総督                      |
| 20.                | ロバート・シドニー・フォスター                       |      | 1964年6月16日  | 1969年3月6日   | エリザベス2世             | ソロモン諸島植民地総督                      |
| 21.                | マイケル・デイヴィッド・アービィング・ガス           |      | 1969年3月6日   | 1973年         | エリザベス2世             | ソロモン諸島植民地総督                      |
| 22.                | ドナルド・ルディントン                               |      | 1973年10月10日 | 1976年1月2日   | エリザベス2世             | ソロモン諸島植民地総督                      |